# Ole Christian Veiby
Ole Christian Veiby (* 17. června 1996 ve městě Kongsvinger) je norský automobilový závodník, bývalý tovární jezdec týmu Škoda a současný jezdec týmu Hyundai Motorsrport ve WRC-2. Veiby kromě rallye jezdil mistrovství světa v rallycrossu pro tovární tým Volkswagen Motorsport. V roce 2018 skončil u týmu Škoda, důvodem bylo že omylem odhalil očekávaný pokles zisku firmy a také část nástupce tehdejší Škody Rapid na svém instagramu. Jeho navigátorem je Jonas Andersson, který navigoval například Madse Østberga.

## Výsledky

### WRC
| Rok  | Tým                  | Vůz                    | 1       | 2      | 3      | 4       | 5      | 6   | 7       | 8       | 9       | 10    | 11     | 12      | 13     | 14    | Umístění | Body |
| ---- | -------------------- | ---------------------- | ------- | ------ | ------ | ------- | ------ | --- | ------- | ------- | ------- | ----- | ------ | ------- | ------ | ----- | -------- | ---- |
| 2014 | Ole Christian Veiby  | Citroën DS3 R3T        | MON     | SWE    | MEX    | POR     | ARG    | ITA | POL     | FIN     | GER     | AUS   | FRA    | ESP Ret | GBR 34 |       | NC       | 0    |
| 2015 | Printsport           | Citroën DS3 R3T        | MON 25  | SWE 21 | MEX    | ARG     | POR 35 | ITA | POL     | FIN 22  | GER     | AUS   | FRA 95 | ESP 48  | GBR 23 |       | NC       | 0    |
| 2016 | Printsport           | Citroën DS3 R3T        | MON 19  |        |        |         | POR 40 | ITA | POL 29  | FIN 19  | GER 67  | CHN C | FRA 31 |         |        |       | NC       | 0    |
| 2016 | Printsport           | Škoda Fabia R5         |         | SWE 16 | MEX    | ARG     |        |     |         |         |         |       |        | ESP 28  | GBR 19 | AUS   | NC       | 0    |
| 2017 | Printsport           | Škoda Fabia R5         | MON     | SWE 11 | MEX    | FRA 14  | ARG    | POR | ITA 11  | POL 12  | FIN Ret | GER   | ESP 10 |         |        |       | 23rd     | 1    |
| 2017 | Škoda Motorsport     | Škoda Fabia R5         |         |        |        |         |        |     |         |         |         |       |        | GBR 37  | AUS    |       | 23rd     | 1    |
| 2018 | Ole Christian Veiby  | Škoda Fabia R5         | MON Ret |        |        |         | ARG 11 |     |         |         |         |       |        |         |        |       | NC       | 0    |
| 2018 | Škoda Motorsport     | Škoda Fabia R5         |         | SWE 13 | MEX    |         |        | POR |         | FIN Ret |         | TUR   |        |         |        |       | NC       | 0    |
| 2018 | Škoda Motorsport II  | Škoda Fabia R5         |         |        |        | FRA 12  |        |     | ITA 12  |         |         |       |        |         |        |       | NC       | 0    |
| 2018 | Printsport           | Škoda Fabia R5         |         |        |        |         |        |     |         |         | GER 17  |       |        |         |        |       | NC       | 0    |
| 2018 | PH Sport             | Citroën C3 R5          |         |        |        |         |        |     |         |         |         |       | GBR 26 | ESP 20  | AUS    |       | NC       | 0    |
| 2019 | Ole Christian Veiby  | Volkswagen Polo GTI R5 | MON 12  | SWE 9  | MEX    | FRA Ret | ARG    | CHL | POR Ret | ITA 20  | FIN     | GER   | TUR    | GBR 35  | ESP 16 | AUS C | 22nd     | 2    |
| 2020 | Hyundai Motorsport N | Hyundai i20 R5         | MON Ret | SWE 13 | MEX 10 | ARG     | POR    | ITA | KEN     | FIN     | NZL     | TUR   | GER    | GBR     | JPN    |       | 17th*    | 1*   |

### WRC-2
| Rok  | Tým                  | Vůz                    | 1       | 2     | 3     | 4       | 5   | 6   | 7       | 8       | 9      | 10    | 11     | 12     | 13    | 14    | Umístění | Body |
| ---- | -------------------- | ---------------------- | ------- | ----- | ----- | ------- | --- | --- | ------- | ------- | ------ | ----- | ------ | ------ | ----- | ----- | -------- | ---- |
| 2016 | Printsport           | Škoda Fabia R5         | MON     | SWE 6 | MEX   | ARG     | POR | ITA | POL     | FIN     | GER    | CHN C | FRA    | ESP 5  | GBR 6 | AUS   | 13th     | 26   |
| 2017 | Printsport           | Škoda Fabia R5         | MON     | SWE 3 | MEX   | FRA 5   | ARG | POR | ITA 2   | POL 1   | FIN WD | GER   | ESP    |        |       |       | 6th      | 68   |
| 2017 | Škoda Motorsport     | Škoda Fabia R5         |         |       |       |         |     |     |         |         |        |       |        | GBR 16 | AUS   |       | 6th      | 68   |
| 2018 | Škoda Motorsport     | Škoda Fabia R5         | MON     | SWE 3 | MEX   |         |     |     |         | FIN Ret | GER    | TUR   |        |        |       |       | 7th      | 47   |
| 2018 | Škoda Motorsport II  | Škoda Fabia R5         |         |       |       | FRA 4   | ARG | POR | ITA 2   |         |        |       |        |        |       |       | 7th      | 47   |
| 2018 | PH Sport             | Citroën C3 R5          |         |       |       |         |     |     |         |         |        |       | GBR 11 | ESP 9  | AUS   |       | 7th      | 47   |
| 2019 | Ole Christian Veiby  | Volkswagen Polo GTI R5 | MON 3   | SWE 1 | MEX   | FRA Ret | ARG | CHL | POR Ret | ITA 5   | FIN    | GER   | TUR    | GBR 11 | ESP 4 | AUS C | 6th      | 62   |
| 2020 | Hyundai Motorsport N | Hyundai i20 R5         | MON Ret | SWE 2 | MEX 3 | ARG     | POR | ITA | KEN     | FIN     | NZL    | TUR   | GER    | GBR    | JPN   |       | 4th*     | 33*  |

### WRX

#### Supercar
| Rok  | Tým                        | Vůz             | 1   | 2   | 3   | 4   | 5      | 6      | 7   | 8   | 9   | 10  | 11  | 12  | 13     | WRX | Body |
| ---- | -------------------------- | --------------- | --- | --- | --- | --- | ------ | ------ | --- | --- | --- | --- | --- | --- | ------ | --- | ---- |
| 2014 | Volkswagen Dealer Team KMS | Volkswagen Polo | POR | GBR | NOR | FIN | SWE 21 | BEL 18 | CAN | FRA | GER | ITA | TUR | ARG |        | 56. | 0    |
| 2015 | Volkswagen Team Sweden     | Volkswagen Polo | POR | HOC | BEL | GBR | GER    | SWE 9  | CAN | NOR | FRA | BAR | TUR | ITA | ARG 10 | 19. | 19   |

### ERX

#### Supercar
| Rok  | Tým                        | Vůz             | 1     | 2     | 3      | 4     | 5     | ERX  | Body |
| ---- | -------------------------- | --------------- | ----- | ----- | ------ | ----- | ----- | ---- | ---- |
| 2014 | Volkswagen Dealer Team KMS | Volkswagen Polo | GBR   | NOR   | BEL 10 | GER   | ITA   | 29th | 7    |
| 2015 | Volkswagen Team Sweden     | Volkswagen Polo | BEL 2 | GER 7 | NOR 18 | BAR 1 | ITA 3 | 3.   | 86   |